# Frans van Mieris (starszy)

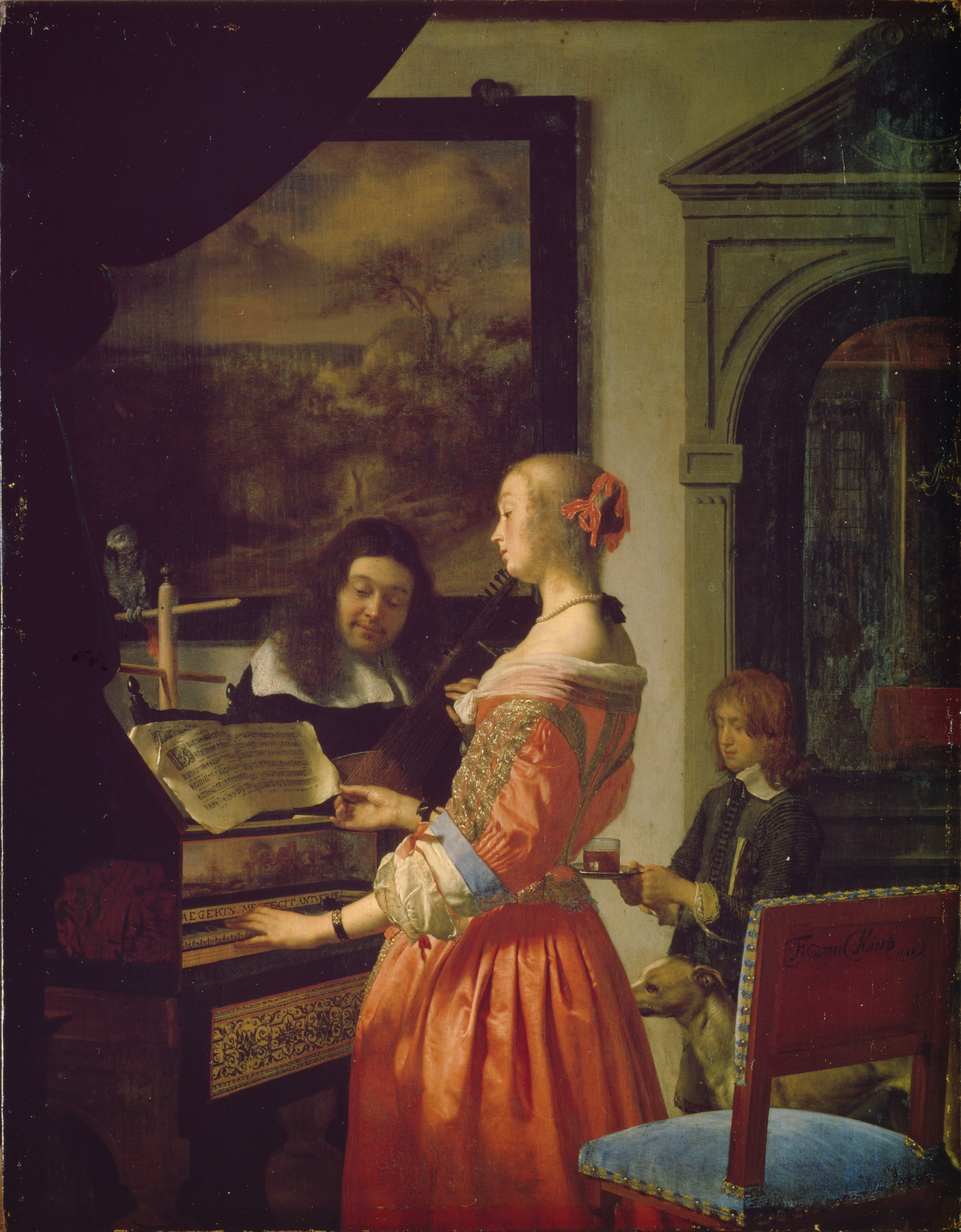
Dama przy klawesynie, 1658

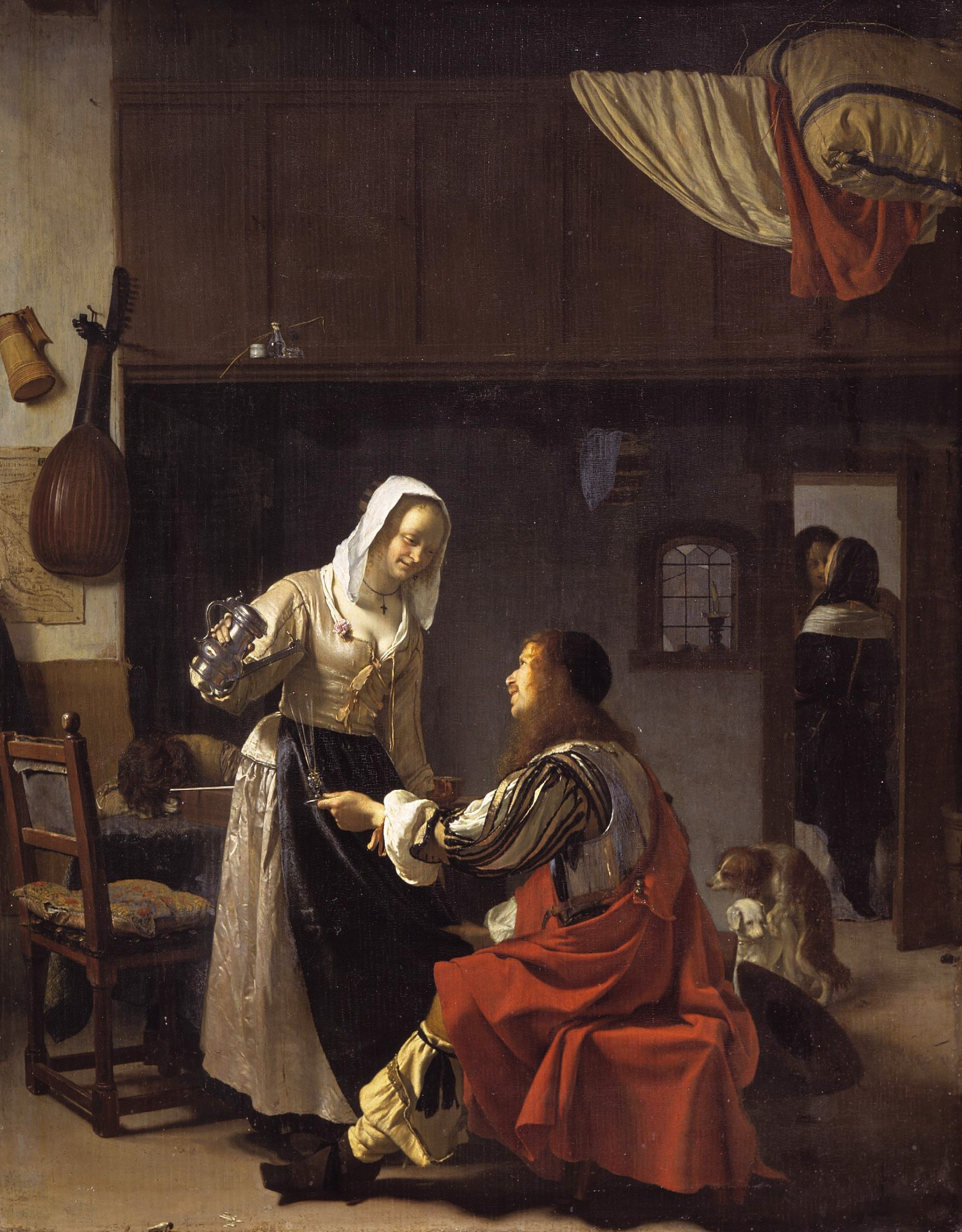
Scena w domu schadzek, 1658

Frans van Mieris (starszy) (ur. 16 kwietnia 1635 w Lejdzie, zm. 12 marca 1681 tamże) – holenderski malarz barokowy.

## Życiorys
Był synem złotnika i szlifierza diamentów Jana Bastiansz. van Mierisa i jego żony Christine Willemsdr. van Garbartijn. Początkowo przygotowywał się do wykonywania zawodu ojca, jednak ostatecznie zainteresował się malarstwem. Krótko uczył się u Gerarda Dou, w 1658 wstąpił do gildii św. Łukasza i pełnił w niej odpowiedzialne funkcje m.in. kapitana i dziekana. W 1657 ożenił się Cunerą van der Cock, z którą miał pięcioro dzieci. Jego dwaj synowie Jan (1660-1690) i Willem (1662–1747) oraz wnuk Frans (1689–1763) byli również utalentowanymi malarzami.
Frans van Mieris przez całe życie związany był z Lejdą, malował głównie sceny rodzajowe i historyczne, a także portrety. Na jego styl największy wpływ miał nauczyciel Gerard Dou, który powiedział o nim książę wśród moich uczniów. Malarz przedstawiał zwykle eleganckie sceny z życia wyższych sfer Lejdy. Tworzył najczęściej niewielkie, intymne przedstawienia odznaczające się wielką dbałością o szczegóły i misternym wykończeniem. Malował na drewnie i miedzi.
Artysta miał wielu możnych i prominentnych protektorów, wśród nich byli profesor Franciscus Sylvius, książę Cosimo III de' Medici i cesarz Leopold I Habsburg. Pomimo znacznych dochodów Mieris stale tkwił w długach i często nie dotrzymywał terminów ukończenia obrazów. Według historiografa sztuki Arnolda Houbrakena był zwykłym pijakiem, pomimo alkoholizmu i kontrowersyjnego trybu życia został pochowany w gotyckiej świątyni Pieterskerk obok najzacniejszych obywateli Lejdy.